# Antonov An-28
Antonov An-28 (v kódu NATO "Cash") je sovětský, resp. ukrajinský dopravní letoun. Vznikl na základě předchozího typu Antonov An-14. První prototyp stroje označeného An-14M (SSSR-1968) vzlétl již v září 1969 s turbovrtulovými motory Izotov TVD-850 o výkonu po 604 kW. Výroba ověřovací série v roce 1973 byla neúspěšná, protože letouny neměly kvalitní motor. Ten byl k dispozici až roku 1975. O rok později začala letoun licenčně vyrábět polská firma PZL Mielec, motory licenčně vyráběla firma PZL Rzeszow. První polský stroj označený jako PZL An-28 byl zalétán až v roce 1984, kdy se v Československu vyráběl konkurenční letoun Let L-410. Výroba polských Antonovů se rozjela až roku 1986, kdy tyto letouny začal nakupovat sovětský Aeroflot, který získal 157 kusů. Po rozpadu SSSR prodeje tohoto typu téměř ustaly. PZL letoun modernizoval, když představil westernizovanou verzi PZL M28 Skytruck s motory Pratt & Whitney PT-6A-65B a s americkou avionikou, ovšem bez valného úspěchu.[zdroj⁠?!] Většina strojů vyrobených od počátku 90. let slouží v polském letectvu.

## Specifikace

### Technické údaje
- Osádka: 2
- Kapacita: max. 20 cestujících
- Rozpětí: 22,06 m
- Délka: 13,10 m
- Výška: 4,90
- Nosná plocha: 39,70 m²
- Hmotnost prázdného stroje: 3,7 t
- Max. vzletová hmotnost: 6,5 t
- Pohonná jednotka: 2 × turbovrtulový motor PZL Rzeszow (Glušenko) TWD-10B po 716 kW

### Výkony
- Maximální rychlost: 350 km/h
- Cestovní rychlost: 300 km/h
- Dolet: 1 361 km
- Dostup: 3 000 m
- Počáteční stoupavost: 12,5 m/s